# CP 탱고
CP 탱고(영어: Command Post TANGO)는 육해공 전구작전지휘소의 약칭으로 1970년대 경기도 성남시에 건설된 한미연합군사령부의 지휘 센터이자 폴아웃 벙커이다. 폴아웃 벙커인 만큼 핵공격에도 견디면서 외부와 단절된 채로 2개월 이상 생활할 수 있도록 설계되었다.

## 역사
2005년 3월 19일 오후 5시 35분 전용기 편으로 성남 서울공항에 도착한 콘돌리자 라이스 미국 국무장관은 UH-60 블랙 호크로 CP 탱고에 오후 6시 10분에 도착했다. 역대 미국 대통령, 국무장관, 국방장관 중에서 CP 탱고를 찾은 것은 라이스 장관이 처음이며, 한미연합군사령부도 CP 탱고를 언론에 처음으로 공개했다.
이곳은 철저한 베일에 쌓여 존재자체가 비밀에 부쳐져 왔지만 지난 2005년 3월 당시 콘돌리자 라이스 미국 국무장관이 방한하면서 공개됐다. 이곳은 한강이남 민간인 통제구역의 청계산 지하에 단단한 화강암 터널 속에 지하벙커 형태로 구축됐다. 라이스 미국 국무장관이 방문할 당시 언론에 수천평의 크기로 미로로 이어진 회의실, 식당 등으로 구성되어 있으며 2개월이상 군관계자들이 밖에 나오지 않아도 생활이 가능한 것으로 공개됐었다.
한·미 연합연습이 열리면 한·미 연합사 지휘부 등 군 관계자들은 경기 성남에 위치한 벙커 CP 탱고에서 훈련을 이끌게 된다. 최대 약 3만3000㎡(1만 평)에 달하는 이곳에 집결하는 연합사 인원은 증원 병력을 포함해 약 500명 정도다.
CP탱고는 지난 1970년대 초 청계산의 단단한 화강암 암반 밑 지하 수십m에 '폴아웃 벙커'(방사능 낙진 벙커) 형태로 지어져 전술핵공격에도 견딜 수 있는 것으로 알려져 있다.
2010년 3월 21일 코리아타임스는 단독 보도를 통해 미국이 탱고를 대한민국에 매각하기를 원하고 있으며, 성사되면 오산 공군기지에 있는 새로운 전시용 지휘소로 시설을 옮기려고 한다.

## SCIF
CP 탱고에는 한국군 고위관계자도 함부로 들어가지 못하는 민감히 구분된 정보 시설인 민감격리정보시설(SCIF)가 있다. SCIF에서는 한반도 상공을 감시하는 첩보위성과 주한 미군 U-2 정찰기의 대북감시정보는 물론 미국의 중앙정보국(CIA), 국방정보국(DIA)이 파악한 최신 첩보를 실시간으로 받아볼 수 있는 것으로 알려졌다.

## 같이 보기
- CC 서울 : "미8군 벙커"로 알려진 용산 기지에 있는 벙커, 1979년 12·12사태 당시 노재현 국방장관이 피신했던 곳으로 세간에 알려졌다.[4]
- CP 오스카 : 대구광역시 남구 캠프 워커
- CC 평택 : 캠프 험프리스, 험프리스에 새로운 벙커를 만들 것이라고 했다.[5]
- B1 벙커 : 서울 관악구, 한국군 전용
- B2 벙커 : 서울 용산구 국방부 청사
- B5 벙커 : 서울 관악구, 정부 공무원 전용
- 계룡대 벙커 : 충남 계룡시 계룡대
- 청와대 지하벙커 : 서울 종로구 청와대